# Dominika Sýkorová
Dominika Sýkorová (ur. 26 października 1988) – słowacka piłkarka, grająca na pozycji pomocnika. Od sezonu 2012/2013 jest zawodniczką RTP Unii Racibórz, dokąd przeszła z zespołu ŠKF Žilina. Piłkarka ma na koncie występy w reprezentacji do lat 19 swojego kraju.